# پوکاچوچا (جونین-لیما)
پوکاچوچا (به اسپانیایی: Pukaqucha) یک کوه در پرو است که در Peru, Lima Region, Junín Region واقع شده‌است. پوکاچوچا ۵٬۱۰۰ متر بالاتر از سطح دریا واقع شده‌است.